# 病ンドル
病ンドル（ヤンドル）（yandoll）は、日本の女性アイドルグループである。元あやまんJAPANのめんそ〜れ愛菜（青山愛菜）プロデュース。2015年7月20日結成。
「病んでること」をメンバー加入条件とし、定期ライブを「定期健診」と呼称、病みを脱却したメンバーは「自立」（脱退）となる。その他ドクターストップや失踪などにより数度のメンバーチェンジを経る。公式プロフィールには「病み期に入ると誰かがライブ、イベントを休む可能性がございます。全員揃うと思わないでいて下さい。」と注意事項が表記されている。

## 略歴
2015年4月にめんそ〜れ愛菜が事務所「株式会社ぶるーおーしゃん」を設立。「病んでること」を応募資格とし、アイドルオーディションを開催。同年1400人の応募から選ばれた初期メンバー6名でデビュー。
2018年に候補生グループ『＃111111SICK（ハイシック）』もスタートさせる。プロデューサーのめんそ〜れ愛菜から日々ポイント付けされ、ランキング1位を3ヶ月連続達成で「病ンドル」に昇格する。

### 2015年
- 7月20日、宇佐美みこ、如月きら、胡桃るく、蓮水一夏、朝日奈まろん、月山寿々蘭の6人でデビュー。キャッチフレーズは『宇宙最狂のポップSickアイドル！』。同日、渋谷DESEOにてお披露目LIVEを開催。LADYBABY、ファンタジスタさくらだ等も出演。
- 9月26日、神田SOUND STAGE MIFAにて開催された～Idol JAM Vol.12～にてリーダーの蓮水一夏のラストLIVE。同月30日をもって自立、脱退。また、朝日奈まろんも通院しているメンタルクリニックの担当医師からのドクターストップにより脱退。なお、月山寿々蘭も同日に脱走している。

### 2016年
- 1月11日、Zepp DiverCityにて開催されたアイドルジェネレーション vol.34にオープニングアクトとして出演[注 1]。
- 1月23日、2期生オーディションから選ばれた、陽菜菜々羽、小鳥遊まゆう、華麗るぅの3人が加入。神田SOUND STAGE MIFAにて、新生病ンドル6人でお披露目ライブを決行。
- 3月16日、胡桃るく、自身の誕生日の花やしきライブにて、同年4月をもって学業に専念するため、脱退することを発表。
- 4月26日、胡桃るく自立。神田SOUND STAGE MIFAにて、胡桃るく最後のライブ開催。病ンドルを脱退。
- 5月14日、ディファ有明にて開催されたガールズ・ポップ・ショー出演。
- 5月23日、第2回 Tokyo Candoll決勝戦にて敗退
- 5月23日、病ンドル新青色担当オーディション、1次審査書類審査通過者でストリーミングサービスSHOWROOMによる公開オーディションバトルを5月1日(日)12:00～5月21日(土)21:59で開催。その最終審査が2016年5月23日に行われたが、該当者なしの結果で終わる。
- 9月25日、宇佐美みこが家庭の事情により脱退。
- 10月29日、渋谷Cycloneにて開催されたJUNK FOOD JAM VOL.4にて日向ひゆがスカウトで加入。
- 10月31日、唯一の初期メンバー・如月きらが同日をもって無期限活動休止。

### 2017年
- 4月1日、CD『THEクビ!』の売上枚数が5000枚を達成し、現メンバー存続。
- 5月28日、那覇CyberBox【異種格闘技戦】にて初の沖縄遠征。
- 10月21日、新宿レッドノーズにてリリホリック歌劇団主催の3MAN LIVE「Last Ogre Battle」に出演。

### 2018年
- 2月12日、如月きら、陽菜菜々羽、小鳥遊まゆうは病みからの脱却により、同日のワンマンライブを最後にクビになる。
- 2月13日、新メンバー・たまご色担当・ながせうに加入。
- 5月19日、病ンドル候補生ユニット『＃111111SICK』ライブ型公開オーディション開始。
- 7月20日、病ンドルの正規メンバー入りをかけて、真の病ンドルを決めるべく病ンデレラ杯を11月20日まで開催。
- 8月21日、『#111111SICK』からしずく涙、病ンドル正規メンバー入り。同日、『#111111SICK』からθあむ、3ヶ月間のレンタルメンバーとして、病ンドル加入。
- 8月26日、ESAKA MUSEにて開催されたOSAKA GIRLS SHOWCASE〜ESAKA 2DAYS〜に出演、初の大阪遠征。
- 10月13日、イオンモール幕張新都心3Fイオンホールにて開催されたガールズファンタスティック!にて鳥居すずめ初参加。
- 10月17日、ユニバーサルミュージックよりメジャーデビュー。同日、1stシングル『ANKH』発売。
- 11月4日、showroom「国内最大級ウィンタースポーツ用品販売イベント「冬スポ!!」ライブ＆ブースゲスト権争奪戦！」1位特典として幕張メッセにて開催された冬スポ!!イベント出演。
- 11月21日、『#111111SICK』メンバーの纏きる、#111111SICKバトルを3ヶ月連続ランキング1位を獲得し、2019年1月から病ンドルメンバー入り。
- 11月24日、病ンデレラ杯「俺たちの4ヶ月戦争」の結果、『#111111SICK』から鳥居すずめがランキング1位で病ンドル入りを果たす。 現メンバーも5位以内に入り、残留確定となった。
- 12月1日、病ンドル加入予定であった『#111111SICK』メンバーの鳥居すずめが、本人の申し出により病ンドルの活動を辞退。2018年12月いっぱいで、『#111111SICK』としての活動も終了。
- 12月9日、前述のshowroom特典にてナゴヤドームにて開催された冬スポ! WINTER SPORTS FESTAに出演。

### 2019年
- 元旦、病ンドル新メンバー・纏きる、加入決定。
- 1月14日、病ンドル仮メンバー・θあむ、治療に専念するため活動休止。
- 3月4日、病ンドル新メンバー・纏きる、『Tokyo Candoll』初戦・渋谷Gladにてお披露目。
- 4月1日、病ンデレラ杯-SICK2-「俺たちの4ヶ月戦争」を開催。
- 5月6日、第5回「Tokyo Candoll」TSUTAYA O-EASTにて開催の決勝戦にて敗退。
- 5月19日、常総市地域交流センターにて開催されたKANATA痛フェスin豊田城に出演初の茨城遠征。
- 5月20日、病ンドル定期健診を最後にΘあむが引退。。
- 6月8日、6月9日、mistFES2019 supported by 中日スポーツに出演。
- 7月、正規メンバー・ながせぷに、名前を取り戻せ‼︎ ながせうに奪還富士登山計画を実施。
- 7月20日、2nd『Equality』発売。
- 8月2日〜5日、病み武者修行の旅。現メンバー初の沖縄遠征。
- 8月24日、横浜アリーナにて開催された@JAM EXPO 2019のビーチステージに出演。(8月10日にAKIBAカルチャーズ劇場似て開催された「横アリでちゃいまSHOWROOM最終審査」3位特典)
- 9月1日、病ンデレラ杯の結果、病ンドル正規メンバーが0人になる。同日、『#111111SICK』のあけみが失踪。同日、救済措置として、残りの7263LOVESICKを10000ポイント達成することで病ンドル返還される。
- 9月23日、10000ポイント達成により、病ンドル返還が決定。
- 10月1日、『#111111SICK』新メンバー彼岸花ソウが加入。同日、病ンドル正規メンバーリーダーの華麗るぅ、日向ひゆ、ながせうにが11月26日のワンライブを最後に自立のための卒業を発表した。
- 10月2日、『#111111SICK』から恋空りんごが加入条件の目標を達成したため、病ンドル正規メンバー復活と同時に『蜜戯りんご』として正式にメンバーとなる。
- 11月4日、初の学園祭として明治大学 生明祭に出演。
- 11月26日、華麗るぅ、日向ひゆ、ながせうにの3人が卒業した。

### 2020年
- 3月7日、3月22日にグループから脱退予定の彼岸花ソウが誓約違反のため、同日付けで解雇となる。
- 7月16日、『病ンドル』に新メンバーめいちゅんが加入するが同日に脱退。

### 2021年
- 1月24日、『#111111SICK』より、はな、しおん、さらが『病ンドル』新メンバー『ひなた花』、『偲ノ乃しおん』、『舞さら』として加入。新体制5人ユニットとして、浅草橋マンホールでお披露目デビュー。
- 3月23日、病ンドル派生ユニット・ドーナツの奴隷開始。
- 7月31日、新曲『colors』病ンドル6周忌ライブにてお披露目。
- 11月19日、病ンドル正規メンバー・舞さらが12月16日定期ライブを最後に脱退することを発表。
- 11月27日、新曲『Oneway traffic』『too late』沖縄遠征ライブ・那覇サイバーボックスにてお披露目。
- 12月16日、舞さらが #病ンドル定期健診 DEADorLIVEにて卒業。

### 2022年
- 1月25日、病ンドル正規メンバーの纏きるが2022年8月28日の生誕LIVEを最期に、自立（卒業）することを発表。
- 2月11日、病ンドル正規メンバーのひなた花、家庭の事情により、3/6までのライブ活動を休止することを発表。
- 3月23日、病ンドル正規メンバーのひなた花、無期限の活動休止。
- 7月31日、病ンドル正規メンバーのひなた花、連絡が取れず音信不通のため脱退。
- 8月8日、病ンドル公式ファンクラブを開設。
- 8月28日、病ンドル正規メンバー・纏きるが病ンドル卒業。この日を最後にアイドル活動も終了した。

### 2023年
- 1月26日、病ンドル定期健診にてちゃむお披露目。
- 7月24日、病ンドル正規メンバー・蜜戯りんご、前日、ワンマンライブ動員目標150人を達成できなかったため、2023年11月をもって、脱退することを発表。
- 11月19日、蜜戯りんごが生誕ライブを最後に卒業。

### 2024年
- 1月16日、偲ノ乃しおんが契約満期により脱退を発表。
- 1月24日、『病ンドル定期健診』ライブで偲ノ乃しおん最後の出演。同日『＃111111SICK』新メンバー・もね、お披露目。
- 1月28日、オフ会を最後に偲ノ乃しおん脱退。『病ンドル』正規メンバーがいなくなり、一時活動休止となる。

## メンバー

### 正規メンバー
※加入順。以下、公式プロフィール通りに記載

### 旧メンバー

#### 旧正規メンバー
- 偲ノ乃しおん（しののの しおん）、7月16日生まれ、身長：148 cm、愛称：ぴおんぱん、担当色：エンヴィパープル

・脱退後は「猫間しおん」に改名し『ZIGA』に所属。
- 蜜戯りんご（みつぎ りんご）、11月4日生まれ、身長：146 cm、愛称：りんご、担当色：依存淡紅（アディクションピンク）

・脱退後は「兎姫りんご」に改名し『ZIGA』に所属。
- 纏きる（まとい きる）、8月24日生まれ、身長：160 cm、愛称：まとい、担当色：フェザーホワイト
- ひなた花（ひなた はな）、5月23日生まれ、身長：161 cm、愛称：おはな、担当色：アンクシャスイエロー
- 舞さら（まっ さら）、3月12日生まれ、身長：151 cm、愛称：さらすん、担当色：asleep green
- めいちゅん（めい ちゅん）、11月20日生まれ、身長：-cm、愛称：めいちゅん、担当色：狂喜乱舞色
- 華麗るぅ（かれい るぅ）、2月28日生まれ、身長：153 cm、愛称：るぅちゃん、るるる、担当色：メランコリックグリーン
- 日向ひゆ（ひゅうが ひゆ）、4月14日生まれ、身長：157 cm、愛称：ひゆちゃん、ひゆたん、日向さん、担当色：ディスピアーブルー
- ながせうに（ながせ うに）、10月2日生まれ、身長：170 cm、愛称：ながせ、担当色：マーベリックイエロー
- しずく涙（しずく るい）、11月10日生まれ、身長：148 cm、愛称：るいぴ、担当色：ヴァイオレンスバイオレッド
- 如月きら（きさらぎ きら）、6月7日生まれ、身長：170 cm、愛称：きらちゃん、担当色：むらさき
- 陽菜菜々羽（はるな ななは）、6月11日生まれ、身長：154 cm、愛称：はるにゃん、担当色：スノーホワイト
- 小鳥遊まゆう（たかなし まゆう）、8月1日生まれ、身長：161 cm、愛称：まゆゆん、担当色：おれんじ
- 宇佐美みこ（うさみ みこ）、7月1日生まれ、身長：154 cm、愛称：みこしゃん、担当色：めんへらぴんく
- 胡桃るく（くるみ るく）、3月16日生まれ、身長：160 cm、愛称：くるみる、担当色：ミルクブルー
- 蓮水一夏（はすみ いちか）、9月10日生まれ、身長：162 cm、愛称：いーちゃん、担当色：しろ[2]
- 朝日奈まろん（あさひな まろん）、5月11日生まれ、身長：153 cm、愛称：まろろん、ひな、担当色：パステルイエロー[3]
- 月山寿々蘭（つきやま すずらん）、6月7日生まれ、身長：156 cm、愛称：お寿々、お寿々さん、担当色：エメラルドグリーン[4]

## 作品
※最高位はオリコンチャートデイリーランキングによるもの

### シングル
| 枚                      | 発売日         | タイトル     | LYRICS              | 規格品番                                                            | 最高位     |
| 自主制作盤              | 自主制作盤     | 自主制作盤   | 自主制作盤          | 自主制作盤                                                          | 自主制作盤 |
| ----------------------- | -------------- | ------------ | ------------------- | ------------------------------------------------------------------- | ---------- |
| 1st                     | 2015年7月20日  | ミライセカイ | ミライセカイ LYRICS | -                                                                   | -          |
| インディーズ デビュー作 |                |              |                     |                                                                     |            |
| 1st                     | 2016年4月8日   | sgrks        | sgrks LYRICS        | VLKR83001（Type A CD：） VLKR83002（Type B CD+DVD：MVとメイキング） | 9位        |
| メジャー デビュー 作    |                |              |                     |                                                                     |            |
| 1st                     | 2018年10月17日 | ANKH         | ANKH LYRICS         | （Type A CD：POCS-1732） （Type B CD：POCS-1733）                   | 16位       |
| 2nd                     | 2019年7月20日  | Equality     | Equality LYRICS     | （YNDL-0720-A） （YNDL-0720-B）                                     | -          |

### アルバム
| 枚               | 発売日           | タイトル         | 規格品番         | 最高位           |
| 自主制作アルバム | 自主制作アルバム | 自主制作アルバム | 自主制作アルバム | 自主制作アルバム |
| ---------------- | ---------------- | ---------------- | ---------------- | ---------------- |
| 1st              | 2016年12月29日   | THE クビ！       | -                | -                |

### その他楽曲
| タイトル               | LYRICS                        | 備考                                                  |
| ---------------------- | ----------------------------- | ----------------------------------------------------- |
| Re:Birth               | Re:Birth LYRICS               | シングル『ミライセカイ』のカップリング曲。            |
| きみがいること         | きみがいること LYRICS         | -                                                     |
| 死んだ彼女にだした手紙 | 死んだ彼女にだした手紙 LYRICS | シングル『sgrks』のカップリング曲。2016年5月1日配信。 |
| Crime                  | Crime LYRICS                  | 2016年5月12日配信。                                   |
| evil                   | evil LYRICS                   | -                                                     |
| Breath                 | Breath LYRICS                 | -                                                     |
| GOOD SCANDAL           | GOOD SCANDAL LYRICS           | -                                                     |
| As you                 | As you LYRICS                 | 日向ひゆが作詞を担当                                  |
| colors                 | colors LYRICS                 | -                                                     |
| Oneway traffic         | Oneway traffic LYRICS         | -                                                     |
| too late               | too late LYRICS               | -                                                     |

### 主な楽曲提供者
- 未来路愛菜（作詞） - 「Equality」、「ANKH」、「ミライセカイ」、「Re:Birth」、」、「きみがいること」、「sgrks」、「死んだ彼女にだした手紙」、「Crime」」、「evil」、「Breath」、「GOOD SCANDAL」、「colors」、「Oneway traffic」、「too late」
- 足立房文（作曲・編曲） - 「Equality」、「ANKH」、「ミライセカイ」、「sgrks」、「死んだ彼女にだした手紙」、「evil」、「Breath」、「As you」、「colors」、「Oneway traffic」、「too late」
- 日向ひゆ（作詞） - 「As you」
- kachi（作曲・編曲） - 「Re:Birth」、「きみがいること」、「Crime」、「GOOD SCANDAL」

### Blu-ray & DVD
- はるにゃんする？/陽菜菜々羽（2017年6月23日発売） - スノーホワイト担当はるにゃんこと陽菜菜々羽の1stイメージDVD

## 主催ライブ・イベント
| 日程     | タイトル・イベント名                                                                   | 会場                                                     | 備考                                                     |
| 2015年   | 2015年                                                                                 | 2015年                                                   | 2015年                                                   |
| -------- | -------------------------------------------------------------------------------------- | -------------------------------------------------------- | -------------------------------------------------------- |
| 7月20日  | Re:Birth First ～病ンドルお披露目ライブ～                                              | 渋谷DESEO                                                | 『病ンドル』お披露目公演LIVE。                           |
| 2016年   |                                                                                        |                                                          |                                                          |
| 1月23日  | 太田区文化会Vol.175 『OTA音～病ンドル・新メンバーお披露目～』                          | 神田SOUND STAGE MIFA                                     | 『新生病ンドル』お披露目。                               |
| 4月24日  | 【ファンミーティング＠病会開催！】病ンドルとパリピみたいにウェーイってやってみるテスト | 銀座                                                     | 病会                                                     |
| 4月26日  | 『涙は君に似合わない。 “フォーエバーえくぼ”～病ンドルくるみるラストGIG～』             | 神田SOUND STAGE MIFA                                     | 胡桃るく自立                                             |
| 6月4日   | 如月きら バースデーファンミーティング                                                  | -                                                        | ドレスコード 部屋着                                      |
| 6月11日  | Club陽菜のママの生誕祭                                                                 | -                                                        | ドレスコード スーツ                                      |
| 7月17日  | メイドカフェめいどりーみんと病ンドルのコラボカフェ                                     | めいどりーみん 渋谷 Cafe&Dining Bar（電脳喫茶 電脳酒場） | 期間限定 7月17日～19日                                   |
| 7月20日  | 『主催だからって病ンドルが全員揃うと思わないで下さい。』 THEガチGIG                    | 渋谷DESEO                                                | 病ンドル1周年記念LIVE                                    |
| 9月10日  | 小鳥遊まゆう生誕ファンミーティング                                                     | -                                                        | ドレスコード 浴衣                                        |
| 9月25日  | 宇佐美みこお通夜                                                                       | -                                                        | 宇佐美みこ 卒業ファンミ                                  |
| 11月27日 | 病ンドル闇会議!                                                                        | アットビジネスセンター渋谷                               | 病ンドルと界隈で今後を考える会                           |
| 2017年   |                                                                                        |                                                          |                                                          |
| 2月25日  | 華麗るぅ生誕ファンミ                                                                   | -                                                        | ドレスコード 学生服                                      |
| 4月1日   | 病ンドルこの中の誰かがクビ!?最終日 〜DEADorLIVE〜                                      | 渋谷DESEOmini                                            | -                                                        |
| 5月10日  | ラウドでロックな4‘‘WoMEN‘‘LIVE 『ボクらの病ンドリリック症候群。』                      | @HOLIDAY SHINJUKU                                        | -                                                        |
| 6月8日   | THEワンマン! 病ンドルがただやりたいことだけをやってみる日                              | 渋谷DESEO                                                | 無料LIVE                                                 |
| 7月6日   | 病ンドホリック少女のお遊戯 〜ついでにボクらのお遊戯。文の生誕祭。                      | @HOLIDAY SHINJKU                                         | 4グループシャッフルライブ                                |
| 7月16日  | 病ンドル2周忌追悼行事式〜Re:Birth〜                                                    | @HOLIDAY SHINJUKU                                        | 2周年イベント                                            |
| 7月19日  | 病ンドル2周忌追悼行事式〜病MeriseS〜                                                   | 目黒鹿嶋館                                               | 2周年イベント                                            |
| 2018年   |                                                                                        |                                                          |                                                          |
| 2月12日  | 病ンドル3rdワンマンLIVE【ラスト病ンドル】                                              | 新宿MARZ                                                 | 主催イベント                                             |
| 6月27日  | IDOL FILE TOKYO発売記念 トークショー&サイン会                                          | 書泉ブックタワー9F                                       | 観覧無料                                                 |
| 7月20日  | 病ンドル3周忌法事[混沌御祭]                                                            | CHELSEA HOTEL                                            | 3周年記念LIVE                                            |
| 8月19日  | 病ンドル𛈇SICK インストアイベント                                                      | モザイクモール港北2F 新星堂 STYLE'S STUDIO               | リリイベント                                             |
| 9月8日   | 病ンドル𛈇SICK インストアイベント                                                      | モザイクモール港北2F 新星堂 STYLE'S STUDIO               | るい・あむ参加5人体制                                    |
| 11月20日 | 病ンデレラ杯 DayFinal 【LOVESICK LUSTparty】                                           | 渋谷starlounge                                           | 病ンドル主催                                             |
| 2019年   |                                                                                        |                                                          |                                                          |
| 1月21日  | 新年病み初め会                                                                         | 浅草橋マンホール                                         | 病ンドル定期健診                                         |
| 2月19日  | 華麗るぅ爆誕                                                                           | 浅草橋マンホール                                         | 病ンドル定期健診                                         |
| 3月20日  | 病ンドル定期健診                                                                       | 浅草橋マンホール                                         | -                                                        |
| 4月15日  | ひゆ誕2019                                                                             | 浅草橋マンホール                                         | 病ンドル定期健診                                         |
| 5月20日  | 華麗るぅプロデュース 〜躁、鬱、共存〜                                                  | 浅草橋マンホール                                         | 病ンドル定期健診                                         |
| 5月25日  | 病ンドル闇会議2019！                                                                   | アットビジネスセンター渋谷東口駅前/403号室               | -                                                        |
| 6月20日  | 病ンドル定期健診 -2時間耐久ライブ-                                                     | 浅草橋マンホール                                         | 日向ひゆプロデュース                                     |
| 7月19日  | 病ンドル-Equality-                                                                     | 渋谷CHELSEA HOTEL                                        | フラゲワンマンライブ                                     |
| 7月21日  | 病ンドル4周忌法事-偶人を偲ぶ会-                                                        | 渋谷StarLounge                                           | 4周忌                                                    |
| 7月25日  | 2019 病ンドル定期健診〜夏祭り〜                                                        | 浅草橋マンホール                                         | -                                                        |
| 8月4日   | 病ンドルpresents めんそ〜令和！ in OKINAWA                                             | CyberBox那覇                                             | 沖縄遠征                                                 |
| 8月29日  | 纏きる生誕祭〜ホワイトパニック〜                                                       | 浅草橋マンホール                                         | 病ンドル定期健診                                         |
| 8月31日  | 闇会議 2019！                                                                          | アットビジネスセンター渋谷東口駅前 403                   | -                                                        |
| 10月16日 | 病ンドル定期健診                                                                       | 浅草橋マンホール                                         | ながせうに生誕祭                                         |
| 11月21日 | 蜜戯りんごの愉快な仲間たち                                                             | 浅草橋マンホール                                         | 病ンドル定期健診                                         |
| 11月26日 | To be yandoll 〜As you〜                                                               | CHELSEA HOTEL                                            | フルバンドワンマン                                       |
| 12月16日 | クリスマス会                                                                           | 浅草橋マンホール                                         | 病ンドル定期健診                                         |
| 2020年   |                                                                                        |                                                          |                                                          |
| 1月30日  | FOREVER 18〜愛菜P生誕！〜                                                              | 浅草橋マンホール                                         | 病ンドル定期健診                                         |
| 2月19日  | バレンタインスペシャル                                                                 | 浅草橋マンホール                                         | 病ンドル定期健診                                         |
| 3月19日  | 病ンドル定期健診                                                                       | 浅草橋マンホール                                         | -                                                        |
| 4月27日  | 病ンドル定期健診                                                                       | それぞれの家                                             | 初のオンライン定期                                       |
| 5月17日  | 病ンドル定期健診                                                                       | それぞれの家                                             | オンライン定期                                           |
| 6月28日  | 病ンドル定期健診                                                                       | それぞれの家                                             | オンライン定期                                           |
| 7月20日  | 病ンドル五周忌                                                                         | 浅草橋マンホール                                         | 20名限定                                                 |
| 8月24日  | 纏きる生誕祭& 病ンドル定期健診                                                         | 浅草橋マンホール                                         | 24名限定                                                 |
| 9月14日  | 病ンドル定期健診                                                                       | 浅草橋マンホール                                         | 24名限定                                                 |
| 10月8日  | 病ンドル定期健診                                                                       | 浅草橋マンホール                                         | 通常予約開始                                             |
| 11月27日 | 病ンドル定期健診                                                                       | 浅草橋マンホール                                         | -                                                        |
| 12月22日 | 病ンドル定期健診                                                                       | 浅草橋マンホール                                         | -                                                        |
| 2021年   |                                                                                        |                                                          |                                                          |
| 1月24日  | 新体制お披露目ONEMANSHOW!! WELCOM to 病ンドル!!!                                       | 浅草橋マンホール                                         | 新メンバーお披露目                                       |
| 2月26日  | 病ンドル定期健診                                                                       | 浅草橋マンホール                                         | -                                                        |
| 3月23日  | 舞さら生誕祭                                                                           | 浅草橋マンホール                                         | 病ンドル定期健診                                         |
| 5月28日  | ひなた花生誕祭                                                                         | 浅草橋マンホール                                         | 病ンドル定期健診                                         |
| 6月6日   | 【ヤミフェスvol.1】                                                                    | 新横浜NEW SIDE BEACH!!                                   | 【出演者:病ンドル/準子/カイジューバイミー/miis/CUBΣLIC】 |
| 6月23日  | 病ンドル定期健診                                                                       | 浅草橋マンホール                                         | -                                                        |
| 7月12日  | 偲ノ乃しおん生誕祭                                                                     | Holiday SHINJUKU                                         | 病ンドル定期健診                                         |
| 7月31日  | 病ンドル6周忌ONEMANSHO!!!!!!                                                           | DESEOmini with VILLAGEVANGURD                            | 新曲『colors』御披露目                                   |
| 8月23日  | 纏きる生誕祭                                                                           | 浅草橋マンホール                                         | 病ンドル定期健診                                         |
| 9月16日  | 病ンドル定期健診                                                                       | 浅草橋マンホール                                         | -                                                        |
| 10月25日 | 病ンドル定期健診                                                                       | 浅草橋マンホール                                         | -                                                        |
| 11月18日 | 病ンドル定期健診                                                                       | 浅草橋マンホール                                         | -                                                        |
| 11月27日 | 病ンドルxボクマニpre 病ンドル沖縄tour 【ヤンドル？ヤンドラン？リベンジDAY1】in沖縄     | 沖縄CyberBox                                             | -                                                        |
| 11月28日 | 病ンドルxボクマニpre 病ンドル沖縄tour 【ヤンドル？ヤンドラン？リベンジDAY1】in沖縄     | 沖縄CyberBox                                             | -                                                        |
| 12月16日 | 病ンドル定期健診 DEADorLIVE                                                            | 巣鴨獅子王                                               | 舞さら卒業LIVE                                           |
| 2022年   |                                                                                        |                                                          |                                                          |
| 1月25日  | 病ンドル定期健診                                                                       | 浅草橋マンホール                                         | -                                                        |
| 2月28日  | 病ンドル定期健診                                                                       | 浅草橋マンホール                                         | -                                                        |
| 3月23日  | 病ンドル定期健診                                                                       | 浅草橋マンホール                                         | -                                                        |
| 4月27日  | 病ンドル定期健診                                                                       | 浅草橋マンホール                                         | -                                                        |
| 5月30日  | 病ンドル定期健診                                                                       | 浅草橋マンホール                                         | -                                                        |
| 6月22日  | 病ンドル定期健診                                                                       | 浅草橋マンホール                                         | -                                                        |
| 7月16日  | 病ンドル7周忌                                                                          | 渋谷CLUB CAMELOT B2                                      | -                                                        |
| 8月7日   | Drunk with matoi                                                                       | 六本木某所                                               | 纏きるラストオフ会                                       |
| 8月15日  | 病ンドル定期健診                                                                       | 浅草橋マンホール                                         | -                                                        |
| 8月28日  | LAST PARTY fellowSHOW!!                                                                | 目黒鹿鳴館                                               | 纏きる生誕卒業LIVE                                       |
| 9月13日  | 病ンドル定期健診〜病ンドル VS #111111SICK                                              | 浅草橋マンホール                                         | –                                                        |
| 10月9日  | 天下一運動会〜エンタメ異業種交流〜                                                     | 都内某所                                                 | ファンクラブ限定イベント                                 |
| 10月11日 | 病ンドル定期健診                                                                       | 浅草橋マンホール                                         | ハロウィンパーティー                                     |
| 10月22日 | 病ンドル凱旋ライブ                                                                     | 徳島HOTROD                                               | 徳島初遠征                                               |
| 10月23日 | 病ンドルオフ会in徳島                                                                   | 徳島某所                                                 | -                                                        |
| 11月4日  | 病ンドル定期健診                                                                       | 浅草橋マンホール                                         | -                                                        |
| 12月19日 | 病ンドル定期健診                                                                       | 浅草橋マンホール                                         | -                                                        |
| 2023年   |                                                                                        |                                                          |                                                          |
| 1月26日  | 病ンドル定期健診                                                                       | 浅草橋マンホール                                         | -                                                        |
| 2月5日   | DESTINY SHOW vol.15                                                                    | 渋谷La.mama                                              | -                                                        |
| 2月14日  | 病ンドル定期健診                                                                       | 浅草橋マンホール                                         | -                                                        |
| 2月19日  | 〜病み会〜                                                                             | 都内某所                                                 | オフ会                                                   |
| 3月12日  | 偲ノ乃しおん撮影会                                                                     | レンタル撮影スタジオ THE SHARAKU                         | -                                                        |
| 3月19日  | 〜病み会〜                                                                             | 都内某所                                                 | オフ会                                                   |
| 3月22日  | 水曜日の憂鬱                                                                           | 浅草橋マンホール                                         | -                                                        |
| 4月9日   | MiiSゆあいあやバースデーライブ2023♡                                                    | 新宿HOLIDAY                                              | -                                                        |
| 4月25日  | 病ンドル定期健診                                                                       | 浅草橋マンホール                                         | -                                                        |
| 4月30日  | DESTINY SHOW vol.16                                                                    | 稲毛ケーズドリーム                                       | 千葉遠征                                                 |
| 5月9日   | 病ンドル定期健診                                                                       | 浅草橋マンホール\| -                                     |                                                          |
| 5月23日  | 火曜日の哀惜                                                                           | 新宿FATE                                                 | 病ンドル主催                                             |
| 5月28日  | 偲ノ乃しおん撮影会                                                                     | レンタル撮影スタジオ THE SHARAKU                         | -                                                        |
| 6月21日  | 病ンドル定期健診                                                                       | 浅草橋マンホール                                         | -                                                        |
| 7月21日  | 病ンドル定期健診                                                                       | 浅草橋マンホール                                         | -                                                        |
| 7月23日  | 病ンドル単独公演『暗い日曜日』                                                         | 恵比寿CreAto                                             | -                                                        |
| 8月21日  | 病ンドル定期健診                                                                       | 浅草橋マンホール                                         | -                                                        |
| 9月20日  | 病ンドル定期健診                                                                       | 浅草橋マンホール                                         | -                                                        |
| 10月7日  | 病ンドル凱旋ライブ 死国狂乱                                                            | FIGHT CLUB                                               | 徳島遠征                                                 |
| 10月8日  | 徳島オフ会                                                                             | 徳島某所                                                 | -                                                        |
| 10月18日 | 病ンドル定期健診                                                                       | 浅草橋マンホール                                         | -                                                        |
| 11月7日  | 病ンドル定期健診                                                                       | 浅草橋マンホール                                         | -                                                        |
| 11月19日 | 生誕祭対バン「りんごちゃんは祝われたい」                                               | 五反田G2                                                 | りんご生誕祭                                             |
| 11月19日 | ワンマン「秘蜜の戯言」                                                                 | 五反田G2                                                 | 蜜戯りんご卒業ライブ                                     |
| 12月19日 | 病ンドル定期健診                                                                       | 浅草橋マンホール                                         | -                                                        |
| 12月24日 | クリスマスオフ会                                                                       | 神田某所                                                 | -                                                        |
| 2024年   |                                                                                        |                                                          |                                                          |
| 1月24日  | 病ンドル定期健診～さよなら偲ノ乃しおん～                                               | 浅草橋マンホール                                         | -                                                        |
| 1月27日  | オフ会                                                                                 | 都内某所                                                 | -                                                        |
| 1月28日  | オフ会昼部                                                                             | 都内某所                                                 | ラストオフ会開催                                         |
| 1月28日  | オフ会夜部                                                                             | 都内某所                                                 | ラストオフ会開催                                         |

## 出演

### ラジオ
- 「SHU-YA.Kの地下ドル地下バン発信基地！ 渋谷ちゃんねる」（2015年8月18日 - 渋谷クロスFM）- 初のラジオ放送。
- 鼻毛★おやゆびプリンセスの「音・街」～歌めぐり街めぐり～（2015年9月1日、26日 - TOKYO FM） - めんそ〜れ愛菜、蓮水一夏、如月きら、宇佐美みこ のみ出演。
- 安田大サーカスクロちゃんのアイドルステーション（2017年4月21日 - 目黒FM）
- 安田大サーカスクロちゃんのアイドルステーション（2018年1月26日 - 目黒FM）
- 渋谷のほんだな（2018年8月14日 - 渋谷のラジオ）
- 「めっちゃ!よきラジ」88.5 MHz（2021年1月22日 - 渋谷クロスFM）

### テレビ
- テレビ東京『ほぼほぼ ～真夜中のツギクルモノ探し～』（2016年5月3日(火) 25時35分 - 26時05分）
- テレビ朝日『musicるTV』 （2016年5月9日(月) 25時26分 - 25時56分）-愛踊祭にエントリー中アイドルとして紹介
- 日本テレビ『オトせ！』 （2016年10月31日(月) 24時59分 - 25時29分）-陽菜菜々羽のみ出演。
- SBSテレビ『目指せ!超ドSフェスタしずおか 四二〇〇八五五』（ 2017年1月23日(月) ）
- TOKYO MX 9ch『楽遊の高層アイドル!!』（2017年9月1日(金)27時10分 - 27時40分）
- テレビ東京『東京アイドル戦線』（2017年9月14日(木)26時35分 - ）
- CS放送 全国音楽情報TV『MUSIC B.B.』（2017年11月20日 - 11月26日) - MV O.A.
- テレビ埼玉『BOYS NEON TV』（ 2018年1月12日(金)26時00分 - 26時30分）
- BS12『BOOKSTAND.TV』茶道のトリセツ（ 2018年9月7日(金)26時30分 - ）
- BS12『BOOKSTAND.TV』シューティングのトリセツ（ 2018年9月21日(金)26時30分 - ）
- テレビ朝日系列『爆笑問題のシンパイの賞‼︎』（ 2019年10月26日(金)0時50分 - ）
- 日本テレビ系列『有吉反省会』（ 2020年1月11日(土)23時30分〜、2020年3月14日（土）23時30分 - ）- 病ンドル & めんそ〜れ愛菜出演。
- スカパー！609ch刺激ストロングch.『トータルテンボスのGIRL GIRLアウト』（ 2020年12月4日(金)23時00分 - ）- 病ンドル & めんそ〜れ愛菜出演。
- 日本テレビ系列『ニノさん』（ 2021年12月12日(日)10時25分 - 11時25分）

### CM
- 「ミトラスフィア」（2018年6月1日）- ロールプレイングゲーム ながせうが出演。

### ネット配信
- アイドル番組「tokyo torico」（2016年3月9日 - WALLOP）- 公開生放送。
- アイドル番組「tokyo torico」（2016年4月5日 - WALLOP）- 公開生放送。
- 生放送番組「Rakuten SUPER LIVE TV」（2016年8月29日 21:00 - 21:30）- ゲスト出演。
- 生放送番組「超新塾イーグル、タイガーのアイドルの裸」（2016年9月27日 20:00 - 21:00）- ニコ生公開生放送LIVE。
- 生放送番組「IDOL♡アカデミー(K・U・T」ノ爆 #19（2016年12月27日 18:30 - 20:00）- ニコ生公開生放送LIVE。
- AbemaTV「妄想マンデー」（2017年10月9日 24:30 - 25:00）- AbemaTV - 陽菜菜々羽のみ出演。
- アイドル番組 Tokyo Candoll Presents「Road to PARIS!!」(2018年3月21日 15:00 - 16:30 - WALLOP
- Abema Prime（2018年10月11日、 AbemaTV）
- インターネット放送局「クロちゃんのアイドル紹介するしん！!」（2018年12月11日 10:00-）- K'z staion
- 生放送番組「IDOL♡アカデミー(K・U・T」ノ爆 #70（2019年1月30日 18:30 - 20:00）- ニコ生公開生放送LIVE。
- 矢口真里の火曜The NIGHT（2019年2月6日[5]、AbemaTV）
- AbemaTV「給与明細」#114（2020年10月5日 0:30 - 0:30）- AbemaTV[6]
- YouTube生配信番組『Wonder Wheel"mini"』（2022年1月12日）- YouTube
- YouTube生配信番組『アイチャレ‼︎』（2022年9月27日）- YouTube

### ゲームアプリ
- 「アイドルリズムパーティー」（2017年6月18日）- リアルアイドルの音楽リズムゲーム。

### 舞台
- 「LIFE～空を見よう、星を見よう～」 脚本・演出 野口麻衣子、企画・制作  劇団空感演人、日程: 2016/5/11（wed）～5/16（mon）、
劇場:両国・Air studio - 陽菜菜々羽 のみ出演。
- 「GO,JET!GO!GO!vol.6～追憶のブルージーン・クリスマス～」 脚本・演出 藤森一朗、企画・制作  劇団空感演人、日程: 2016/12/16（fri）～12/25（sun）、
劇場:東日本橋・AQUA studio - 陽菜菜々羽 のみ出演。

## 書籍

### 雑誌掲載
- ドカント 2015年10月号 (2015年9月16日発売号、デジタルスタイル)
- Samurai ELO （2016年5月号、インフォレスト）
- CD&DLでーた My Girl vol.9 （2016年4月13日発売号、エンターブレインムック）
- 新潮45 （2016年5月号、新潮社）
- CDジャーナル (2016年5月20日発売号、音楽出版社）
- 週刊SPA! (2016年12月20日発売号、扶桑社）-陽菜菜々羽グラビア掲載
- commons&sense ISSUE55 (2018年8月27日発売、河出書房新社)
- IDOL FILE Vol.13 NISHI NIPPON (2019年1月25日発売、ROCKS ENTERTAINMENT LLC.)
- IDOL FILE Vol.16 BIKINI (2019年6月28日発売、ROCKS ENTERTAINMENT LLC.)

### ネット記事
- がんばれば、報われる・・・なんて言葉には惑わされてない。めんそ〜れ愛菜さん〈前編〉 (女性のための美容とライフスタイルの情報サイトBimajin ビマジン)
- 現代の社会問題に規格外の形で挑む、アイドルプロデューサー・めんそ〜れ愛菜さん〈後編〉 (女性のための美容とライフスタイルの情報サイトBimajin ビマジン)
- あの人は今こうしている　あやまんJAPANめんそ〜れ愛菜　脱退後“社長転身”で年収30倍 (日刊ゲンダイDIGITAL)[7]
- あやまんJAPAN時代に抱えていた「病み」とは？アイドルプロデューサー・めんそ〜れ愛菜さんVol.1 (COCOLOLOライフ)[8]
- カレーなでしこ Vol.80 (しごとなでしこ)
- 安田大サーカス クロちゃん「2019年このアイドルに注目だしん！」 (ENTAME next)[9]